# Musical.ly
 (février 2018).
Chronologie des versions
TikTok
musical.ly était une application qualifiée de réseau social et basée sur la création de vidéo courte (4-15s) et de messagerie. La première version a été publiée en avril 2014, et la version officielle a été lancée en août de la même année.
L'entreprise avait son siège à Shanghai et un bureau américain à Santa Monica, en Californie.
Grâce à l'application, les utilisateurs peuvent créer des vidéos entre 15 et 20 secondes et choisir des pistes sonores pour les accompagner, en utilisant également différentes options de vitesse (rapide, lent, time-lapse), des filtres et des effets. L'application permet également aux utilisateurs de parcourir les musers (nom donné aux utilisateurs de l'application) les plus populaires.
En juillet 2016, musical.ly possède plus de 160 millions d'utilisateurs inscrits et une moyenne de 12 millions de nouvelles vidéos publiées chaque jour.
Le 9 novembre 2017, le principal concurrent ByteDance se porte acquéreur de l'application pour près d'un milliard de dollars. Le 2 août 2018, l'entreprise entreprend la fusion de Musical.ly avec son service TikTok, tout en conservant le nom de ce dernier.

## Histoire
Clone de l'application Mindie, Musical.ly Inc. a été fondée par des amis de longue date : Alex Zhu et Luyu Yang. Avant le lancement de musical.ly, Zhu et Yang se sont associés pour développer une application éducative et sociale, à travers laquelle les utilisateurs peuvent à la fois enseigner et apprendre des gestes de base pouvant s’interpréter à la langue des signes pour permettre de diffuser la musique au plus grand nombre de personnes notamment les personnes sourdes voire malentendantes à travers de courtes vidéos (3-5 minutes). Après avoir trouvé des investisseurs de fonds il leur a fallu environ 6 mois pour développer le produit. Cependant, une fois lancée, l'auto-plate-forme d'apprentissage n'a pas obtenu assez d'utilisateurs et le contenu n'a pas été suffisamment attrayant. L'application a donc été un échec. Zhu et Yang ont alors commencé à chercher de nouvelles idées. Ils ont décidé de tourner leur attention vers l'industrie du divertissement. L'idée principale était de créer une plate-forme qui intègre de la musique et de la vidéo dans un réseau social. La première version de musical.ly a été officiellement lancée en août 2014.
Le 24 juillet 2016, au cours de la VidCon, musical.ly lance live.ly, sa nouvelle plate-forme de streaming vidéo en direct.
Le 2 août 2018, l'entreprise est rachetée par son principal concurrent qui fusionne avec l'application TikTok, tout en conservant le nom de cette dernière.

### Popularité de l'application
En 2015, l'application a commencé à attirer des millions d'utilisateurs et, en juillet 2015, musical.ly a grimpé jusqu'à la position de numéro 1 dans l'App Store d'iOS, devenant la plus téléchargée des applications gratuites dans plus de 30 pays, dont les États-Unis, le Canada, le Royaume-Uni, l'Allemagne, le Brésil, les Philippines et le Japon.

### Muserscélèbres
Des utilisateurs actifs aux taux de popularité élevés obtiennent une couronne de musical.ly. Certains utilisateurs de la plate-forme ont acquis une grande popularité, non seulement au sein de l'application, mais aussi à l'extérieur.
Baby Ariel, qui en juillet 2016 a 12 millions d'adeptes, est l'une des utilisatrices qui a acquis une grande attention des médias par le biais de musical.ly. En avril 2016, elle a été interviewée en direct sur Good Morning America. Jacob Sartorius, qui ces derniers mois est devenu l'un des adolescents les plus influents des réseaux sociaux, a sorti son premier single, Sweat-shirt sur musical.ly, après quoi la chanson a atteint le numéro 10[source insuffisante] sur iTunes Store. En juin 2016, il a été rapporté que Sartorius avait signé avec United Talent Agency. Loren Gray Beech est elle aussi une utilisatrice influente sur le réseau et a commencé sur musical.ly en juillet 2015, à l'âge de 13 ans.[réf. nécessaire]

## Caractéristiques
Les utilisateurs de musical.ly peuvent enregistrer des vidéos 15 secondes en une ou plusieurs fois ; une fois que l'enregistrement a été fait, il peut être couplé avec des chansons et des sons. La plateforme permet également l'édition de vidéos, à travers 12 filtres et des effets qui permettent de modifier la vitesse ou inverser le mouvement de l'enregistrement. Les utilisateurs peuvent interagir les uns avec les autres grâce à des fonctionnalités telles que « Poser une Question » et « Duo ».
Les utilisateurs peuvent également envoyer des messages privés à leurs amis en utilisant la fonctionnalité direct.ly.

### Tendances de musical.ly
musical.ly permet la diffusion de vidéos dites virales. Les hashtags les plus populaires sur le réseau social font généralement référence à des morceaux de la pop culture et les tendances dans le monde d'internet. En raison de son usage massif, l'application est devenue virale dans le monde entier, en particulier chez les adolescents. L'une des plus importantes campagnes de musical.ly était le Don't judge challenge, qui est devenu une grande tendance à laquelle des millions d'adolescents à travers le monde ont participé. Il y a aussi le unicorn challenge qui consiste à s'écraser un cornet de glace sur le front.